# Амундсен (фільм)
«Амундсен» (норв. Amundsen) — норвезький фільм режисера Еспен Сандберґ. У стрічці детально описано життя норвезького дослідника Руаля Амундсена. Прокат розпочався 15 лютого 2019 року. Розповсюдженням у Норвегії займалася SF Studios.

## Сюжет
Фільм детально розповідає про життя Руаля Амундсена, зокрема про його відому подорож на Південний полюс у 1910—1911 роках, романтичні стосунки, а також конфлікти з братом Леоном, який займався фінансуванням багатьох його експедицій.

## У ролях
| Актор                   | Роль                     |
| ----------------------- | ------------------------ |
| Пол Сверре Хаген        | Руаль Амундсен           |
| Кетрін Вотерстон        | Бесс Магідс              |
| Крістіан Рубек          | Леон Амундсен            |
| Рубі Дагналл            | Алін Амундсен            |
| Тронд Еспен Сейм        | Фрітьйоф Нансен          |
| Мадс Сйогард Петтерсен  | Гельмер Гансен           |
| Йонас Странд Гравлі     | Лейф Дітріхсон           |
| Фрідтьов Сегейм         | Ялмар Йогансен           |
| Оле Андре Каада         | Оскар Вістінг            |
| Оле Крістофер Ертвааг   | Яльмар Рісер-Ларсен      |
| Тед Отіс                | Лінкольн Елсворт         |
| Іда Урсін-Гольм         | Крістін Елізабет Беннетт |
| Пребен Годнеленд        | Фредрік Рамм             |
| Герберт Нордрум         | Крістіан Преструд        |
| Ейрік Ев'єн             | Пол Кнутсен              |
| Сондре Ларсен           | Геннадій Олонкін         |
| Елг Елгесем             | Олаф Бйолан              |
| Торгні Герхард Андерраа | Гаральд Свердруп         |
| Джеффрі Кіркнесс        | Чарльз Беннетт           |
| Девід Барк-Джонс        | Роберт Фолкон Скотт      |
| Адріан Лукіс            | Джордж Керзон            |
| Пржемісл Буреш          | Роберт Пірі              |
| Лука Кальвані           | Умберто Нобіле           |
| Кеннет Окерланд Бергас  | Сверре Гассель           |
| Маріус Ліен             | Оскар Омдал              |

## Виробництво
Фільм знімали в Норвегії, Ісландії та Чехії. Його випустила шведська компанія SF Studios в Норвегії, яка виступила дистриб'ютором у Швецію, Данію та Фінляндію.

## Сприйняття

### Критика
15 січня 2019 року журнал «Вараєті» повідомив, що «„Амундсен“, як очікується, буде найбільшим норвезьким релізом 2019 року». Однак багато «норвезьких оглядачів піддали стрічку критиці» через його широту деталей і дрібний фокус. Він також отримав критику за його очевидну схожість з розділами біографії, написаними Тором Боманном-Ларсеном.
Бернгард Еллефсен у «Моргенбладет» вважає, що «найкраще у фільмі про Руаля Амундсена — це те, що полярний дослідник постає чимось схожим на засранця, яким він був».
Біргер Вестмо з NRK заявив, попри гарні зйомки, критики вважають, що герої, зображені у фільмі, передані занадто холодними та жорсткими, щоб бути привабливими.

### Номінації та нагороди
| Нагороди та номінації фільму «Амундсен» | Нагороди та номінації фільму «Амундсен» | Нагороди та номінації фільму «Амундсен» | Нагороди та номінації фільму «Амундсен»                                     | Нагороди та номінації фільму «Амундсен» | Нагороди та номінації фільму «Амундсен» |
| Рік                                     | Кінофестиваль/кінопремія                | Категорія/нагорода                      | Номінант                                                                    | Результат                               |                                         |
| --------------------------------------- | --------------------------------------- | --------------------------------------- | --------------------------------------------------------------------------- | --------------------------------------- | --------------------------------------- |
| 2019                                    | «Аманда»                                | Найкраща робота художника-постановника  | Карл Юліуссон                                                               | Номінація                               |                                         |
| 2019                                    | «Аманда»                                | Найкращі візуальні ефекти               | Арне Каупанг, Магнус Олссон, Ларс Ерік Гансен, Александр Кадім, Кай Стівман | Номінація                               |                                         |
| 2019                                    | «Camerimage»                            | «Золота жабка»                          | Пол Ульвік Роксет                                                           | Номінація                               |                                         |